# イエローハウス
有限会社イエローハウス（英文表示；Yellow House Inc.）は、東京都港区にかつて存在した日本の芸能プロダクション。

## 沿革・概要
イエローキャブの関連会社として設立。2004年11月、当時イエローキャブの社長を務めていた野田義治が経営上のトラブルで社長職を辞任し、自身が筆頭株主でもあった「有限会社サンズ」へタレント数名を引き連れて独立することとなった。イエローハウスの筆頭株主も野田であったため、イエローキャブとはそれ以降距離を置くようになり、東洋コンツェルンの傘下からも外れた。
しかし、この騒動後まもなくしてイエローハウスは解散した。解散理由は明らかにされていない。

## かつて所属していたタレント
- 家田荘子
- 井坂綾
- 岡本幸作
- 小椋ケンイチ
- 金城佑実
- 胡桃沢ひろこ
- maybe
  - 中江友木子
  - 宮田はるな
  - 森ひろこ
- 八幡えつこ